# Frances Bergen
Frances Bergen (14 de septiembre de 1922 - 2 de octubre de 2006) fue una actriz y modelo estadounidense. Fue la mujer del famoso ventrílocuo Edgar Bergen y madre de la actriz Candice Bergen y del editor cinematográfico y televisivo Kris Bergen.

## Biografía
Su verdadero nombre era Frances Westerman, y nació en Birmingham (Alabama). Sus padres eran William y Lillie Mae Westerman. En 1932 William Westerman falleció de tuberculosis. Poco después su madre trasladó la familia a Los Ángeles. En 1936 sufrió una fractura craneal como consecuencia de un accidente de tráfico. Mientras convalecía, le dieron un muñeco de Charlie McCarthy para animarla. Casualmente más adelante se casaría con el "padre" de Charlie, el actor y ventrílocuo Edgar Bergen. Encontrándose en Nueva York, se convirtió en una modelo de éxito de la agencia de John Robert Powers. Fue la "Chesterfield Girl" y la "Ipana Girl" en revistas y vallas publicitarias. Como modelo fue profesionalmente conocida como Frances Westcott.
En 1941, en el transcurso de un programa de radio. Frances Westerman conoció a Edgar Bergen. Westerman, graduada en la Los Angeles High School el año anterior, estaba en la audiencia del programa de Bergen. Se casaron en México el 28 de junio de 1945. El matrimonio duró hasta el fallecimiento de Edgar Bergen en 1978. 
Como actriz, Frances Bergen trabajó en papeles secundarios en diversas películas. Debutó en Nearer My God to Thee (1953), actuando posteriormente en el film de Robert Z. Leonard Her Twelve Men, y en Interlude (1957), dirigida por Douglas Sirk.  
En la temporada televisiva de 1958-1959, Frances trabajó en la serie ambientada en el western Yancy Derringer con el papel de Madame Francine. Frances también tuvo otras muchas actuaciones en televisión, con papeles como artista invitada en The Millionaire, The Dick Powell Show, Barnaby Jones, MacGyver, y Murder, She Wrote. 
Volvió al cine en la década de 1980, con pequeños papeles en American Gigolo, The Sting II, The Muppets Take Manhattan, A la mañana siguiente, y Made in America, entre otros. También tuvo un papel importante en el film independiente de Henry Jaglom Eating (1990).
También intervino en dos episodios de Murphy Brown, serie de éxito de su hija, incluyendo la Primera Parte del final de la serie en 1998. En aquella época se comprometió con el actor Craig Stevens, viudo tras fallecer su esposa, Alexis Smith.
Frances Bergen falleció en el Cedars-Sinai Medical Center de Los Ángeles por causa no conocida en 2006, a los 84 años de edad. Fue enterrada en el Cementerio Inglewood Park, en Inglewood (California).